# Moratillas-Almela
Moratillas-Almela este o arie protejată (arie de protecție specială avifaunistică — SPA) din Spania întinsă pe o suprafață de 3.302,87 ha, integral pe uscat.

## Localizare
Centrul sitului Moratillas-Almela este situat la coordonatele 38°37′17″N 0°58′55″W / 38.6214°N 0.9819°V.

## Înființare
Situl Moratillas-Almela a fost declarat arie de protecție specială avifaunistică în iunie 2009 pentru a proteja 16 specii de animale.

## Biodiversitate
Situată în ecoregiunea mediteraneană, aria protejată conține 7 habitate naturale: Matorral arborescenți cu Juniperus spp., Pante stâncoase calcaroase cu vegetație casmofită, Pseudostepă cu ierburi și specii anuale de Thero-Brachypodietea, Pajiști carstice calcaroase sau bazofile, de Alysso-Sedion albi, Tufărișuri termo-mediteraneene și de pre-deșert, Roci stâncoase cu vegetație pionieră de Sedo-Scleranthion sau Sedo albi-Veronicion dillenii, Păduri endemice cu Juniperus spp..
La baza desemnării sitului se află mai multe specii protejate de  păsări (16): buha (Bubo bubo), pasărea ogorului (Burhinus oedicnemus), ciocârlie-cu-degete-scurte (Calandrella brachydactyla), șerpar (Circaetus gallicus), Falco naumanni, șoim călător (Falco peregrinus), Galerida theklae, ciocârlie de pădure (Lullula arborea), ciocârlie de bărăgan (Melanocorypha calandra), Oenanthe leucura, Pterocles alchata, Pterocles orientalis, Pyrrhocorax pyrrhocorax, turturică (Streptopelia turtur), silvie de tufiș (Sylvia undata), spârcaci (Tetrax tetrax).